# Bonte renspin
De bonte renspin (Philodromus rufus) is een spinnensoort in de taxonomische indeling van de renspinnen (Philodromidae).
Het dier behoort tot het geslacht Philodromus. De wetenschappelijke naam van de soort werd voor het eerst geldig gepubliceerd in 1826 door Charles Athanase Walckenaer.